# Toyota Vios
Toyota Vios là loại xe 4 cửa được Toyota sản xuất. Mẫu xe này được phát triển dành cho các thị trường Đông Nam Á, Trung Quốc, và Đài Loan.
Được sản xuất từ năm 2002, dựa trên các mẫu xe Tercel (còn được gọi là Soluna ở Thái Lan và Indonesia).
Đây là đối thủ lớn trong dòng xe compact sedan, cạnh tranh với các mẫu xe khác như Honda City, Nissan Sunny, Ford Fiesta, Hyundai Accent...

## Doanh số
| Năm  | Trung Quốc | Trung Quốc | Đài Loan | Thái Lan | Philippines | Việt Nam | Malaysia | Indonesia |
| Năm  | Sedan      | Vios FS    | Đài Loan | Thái Lan | Philippines | Việt Nam | Malaysia | Indonesia |
| ---- | ---------- | ---------- | -------- | -------- | ----------- | -------- | -------- | --------- |
| 2004 | 31,833     |            | 29,707   | 48,733   | 6,700       | 1,181    | 16,825   |           |
| 2005 | 26,697     |            | 31,893   | 47,122   | 6,221       | 2,192    | 20,129   |           |
| 2006 | 36,407     |            | 20,104   | 35,964   | 6,053       | 1,581    | 20,844   | 2,889     |
| 2007 | 39,395     |            | 12,129   | 45,032   | 8,717       | 2,112    | 22,751   | 7,734     |
| 2008 | 36,865     |            | 10,828   | 45,298   | 12,020      | 3,122    | 32,710   | 11,201    |
| 2009 | 42,675     |            | 16,012   | 49,510   | 11,990      | 5,141    | 29,387   | 7,298     |
| 2010 | 34,689     |            | 11,231   | 67,304   | 15,391      | 5,807    | 33,674   | 11,823    |
| 2011 | 13,303     |            | 12,116   | 61,985   | 14,979      | 5,401    | 29,820   | 9,375     |
| 2012 | 9,130      |            | 8,884    | 115,934  | 16,517      | 4,207    |          | 15,323    |
| 2013 | 28,616     |            | 8,369    | 108,937  | 20,493      | 5,140    |          | 11,087    |
| 2014 | 127,827    |            |          | 47,800   | 25,837      | 9,187    |          | 8,913     |
| 2015 | 114,467    |            |          | 35,539   | 33,173      | 13,761   |          | 6,297     |
| 2016 | 117,041    |            |          | 21,180   | 36,256      | 17,561   |          | 3,427     |
| 2017 | 93,626     | 35,336     |          | 19,198   | 36,734      | 22,260   |          | 746       |
| 2018 | 62,731     | 34,686     |          | 9,311    | 25,840      | 27,085   |          | 703       |
| 2019 | 58,332     | 26,029     |          |          | 33,181      | 27,258   | 23,986   | 504       |
| 2020 | 53,594     | 22,135     |          | 4,046    | 25,290      | 30,251   |          | 309       |
| 2021 | 52,993     | 21,410     |          | 3,929    | 35,095      | 19,931   |          | 1,243     |

Chú thích: Dữ liệu bán hàng ở trên chỉ áp dụng cho các mẫu xe được bán dưới nhãn hiệu Toyota Vios (ngoại trừ Thái Lan, 2004 - 2007 bao gồm Toyota Soluna Vios và Indonesia bao gồm Toyota Limo).
Biển tên Toyota Soluna, Toyota Yaris Sedan, Toyota Yaris ATIV và Toyota Belta không được áp dụng.